# Liste der Bodendenkmäler in Stockheim (Oberfranken)
Auf dieser Seite sind die Bodendenkmäler in der oberfränkischen Gemeinde Stockheim zusammengestellt. Diese Tabelle ist eine Teilliste der Liste der Bodendenkmäler in Bayern. Grundlage ist die Bayerische Denkmalliste, die auf Basis des Bayerischen Denkmalschutzgesetzes vom 1. Oktober 1973 erstmals erstellt wurde und seither durch das Bayerische Landesamt für Denkmalpflege geführt wird. Die folgenden Angaben ersetzen nicht die rechtsverbindliche Auskunft der Denkmalschutzbehörde.

## Bodendenkmäler der Gemeinde Stockheim

### Bodendenkmäler in der Gemarkung Burggrub
| Lage                | Objekt | Akten-Nr.     | Bild |
| ------------------- | --- | ------------- | ---- |
| Burggrub (Standort) | Befunde des Mittelalters und der frühen Neuzeit im Bereich der Evangelisch-Lutherischen Pfarrkirche St. Laurentius von Burggrub. | D-4-5733-0155 |      |

### Bodendenkmäler in der Gemarkung Haig
| Lage            | Objekt                                                                                             | Akten-Nr.     | Bild |
| --------------- | -------------------------------------------------------------------------------------------------- | ------------- | ---- |
| Haig (Standort) | Vermutlich neuzeitliche Schanze.                                                                   | D-4-5733-0003 |      |
| Haig (Standort) | Siedlung vorgeschichtlicher und mittelalterlicher Zeitstellung.                                    | D-4-5733-0157 |      |
| Haig (Standort) | Vorgängerbauten sowie Befunde des Mittelalters und der frühen Neuzeit im Bereich von Schloss Haig. | D-4-5733-0158 |      |

### Bodendenkmäler in der Gemarkung Haßlach b.Kronach
| Lage                         | Objekt                                                                 | Akten-Nr.     | Bild |
| ---------------------------- | ---------------------------------------------------------------------- | ------------- | ---- |
| Haßlach b.Kronach (Standort) | Mittelalterlicher Turmhügel und abgegangenes frühneuzeitliches Schloß. | D-4-5733-0002 |      |
| Haßlach b.Kronach (Standort) | Turmhügel des Mittelalters mit vorgelagerter Wall-Graben-Befestigung.  | D-4-5733-0085 |      |

### Bodendenkmäler in der Gemarkung Neukenroth
| Lage                  | Objekt | Akten-Nr.     | Bild |
| --------------------- | --- | ------------- | ---- |
| Neukenroth (Standort) | Befunde des Mittelalters und der frühen Neuzeit im Bereich des abgegangenen Schlosses Hohenrot.                       | D-4-5633-0002 |      |
| Neukenroth (Standort) | Befunde des Mittelalters und der frühen Neuzeit im Bereich der Katholischen Pfarrkirche St. Katharina von Neukenroth. | D-4-5633-0028 |      |

### Bodendenkmäler in der Gemarkung Reitsch
| Lage               | Objekt                                                                     | Akten-Nr.     | Bild |
| ------------------ | -------------------------------------------------------------------------- | ------------- | ---- |
| Reitsch (Standort) | Vermutlich paläolithische Freilandstation sowie Siedlung des Neolithikums. | D-4-5633-0004 |      |

### Bodendenkmäler in der Gemarkung Stockheim
| Lage                 | Objekt | Akten-Nr.     | Bild |
| -------------------- | --- | ------------- | ---- |
| Stockheim (Standort) | Vorgängerbauten sowie Befunde des Mittelalters und der frühen Neuzeit im Bereich der Katholischen Pfarrkirche St. Wolfgang von Stockheim. | D-4-5633-0025 |      |
| Stockheim (Standort) | Befunde des späten Mittelalters und der frühen Neuzeit im Bereich von Schloss Stockheim.                                                  | D-4-5633-0026 |      |

### Bodendenkmäler in der Gemarkung Wolfersdorf
| Lage                   | Objekt                                                           | Akten-Nr.     | Bild |
| ---------------------- | ---------------------------------------------------------------- | ------------- | ---- |
| Wolfersdorf (Standort) | Siedlung der Linearbandkeramik und hochmittelalterliche Wüstung. | D-4-5633-0001 |      |